# Pothières
Pothières est une commune française située dans le département de la Côte-d'Or en région Bourgogne-Franche-Comté.

## Géographie

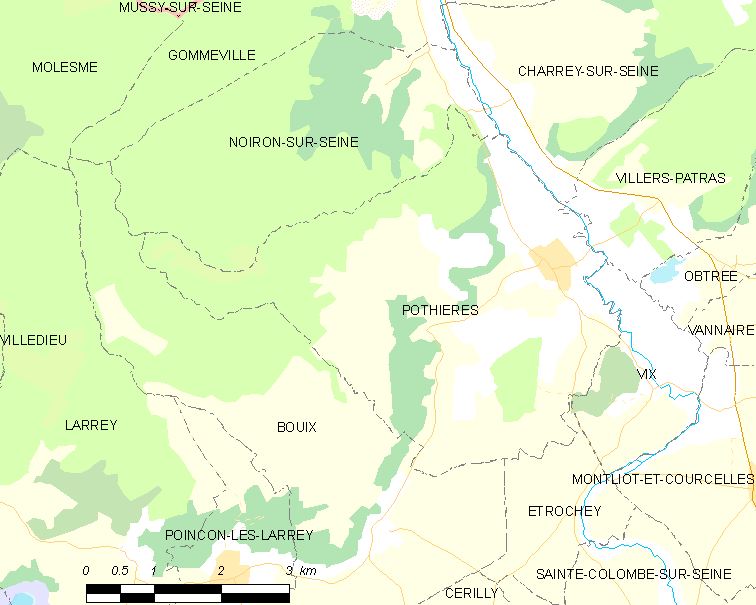

La commune s'étend sur 17,9 km2 à une altitude située entre 193 et 341 mètres.

### Hydrographie
Pothières est traversée par la Seine et compte également la Petite Seine et le Ruisseau du Val.

### Climat
Pour des articles plus généraux, voir Climat de la Bourgogne-Franche-Comté et Climat de la Côte-d'Or.
En 2010, le climat de la commune est de type climat océanique dégradé des plaines du Centre et du Nord, selon une étude du Centre national de la recherche scientifique s'appuyant sur une série de données couvrant la période 1971-2000. En 2020, Météo-France publie une typologie des climats de la France métropolitaine dans laquelle la commune est exposée à un climat océanique altéré et est dans la région climatique  Lorraine, plateau de Langres, Morvan, caractérisée par un hiver rude (1,5 °C), des vents modérés et des brouillards fréquents en automne et hiver. 
Pour la période 1971-2000, la température annuelle moyenne est de 10,6 °C, avec une amplitude thermique annuelle de 16,2 °C. Le cumul annuel moyen de précipitations est de 853 mm, avec 11,9 jours de précipitations en janvier et 8,7 jours en juillet. Pour la période 1991-2020, la température moyenne annuelle observée sur la station météorologique de Météo-France la plus proche, « Châtillon/Seine », sur la commune de Châtillon-sur-Seine à 8 km à vol d'oiseau, est de 10,8 °C et le cumul annuel moyen de précipitations est de 832,8 mm,. Pour l'avenir, les paramètres climatiques de la commune estimés pour 2050 selon différents scénarios d'émission de gaz à effet de serre sont consultables sur un site dédié publié par Météo-France en novembre 2022.

## Urbanisme

### Typologie
Au 1er janvier 2024, Pothières est catégorisée commune rurale à habitat dispersé, selon la nouvelle grille communale de densité à 7 niveaux définie par l'Insee en 2022.
Elle est située hors unité urbaine. Par ailleurs la commune fait partie de l'aire d'attraction de Châtillon-sur-Seine, dont elle est une commune de la couronne,. Cette aire, qui regroupe 60 communes, est catégorisée dans les aires de moins de 50 000 habitants,.

### Occupation des sols
L'occupation des sols de la commune, telle qu'elle ressort de la base de données européenne d’occupation biophysique des sols Corine Land Cover (CLC), est marquée par l'importance des territoires agricoles (62,1 % en 2018), une proportion identique à celle de 1990 (62,1 %). La répartition détaillée en 2018 est la suivante : 
terres arables (38,4 %), forêts (34,3 %), prairies (22,3 %), milieux à végétation arbustive et/ou herbacée (1,8 %), zones urbanisées (1,7 %), zones agricoles hétérogènes (1,4 %). L'évolution de l’occupation des sols de la commune et de ses infrastructures peut être observée sur les différentes représentations cartographiques du territoire : la carte de Cassini (XVIIIe siècle), la carte d'état-major (1820-1866) et les cartes ou photos aériennes de l'IGN pour la période actuelle (1950 à aujourd'hui).

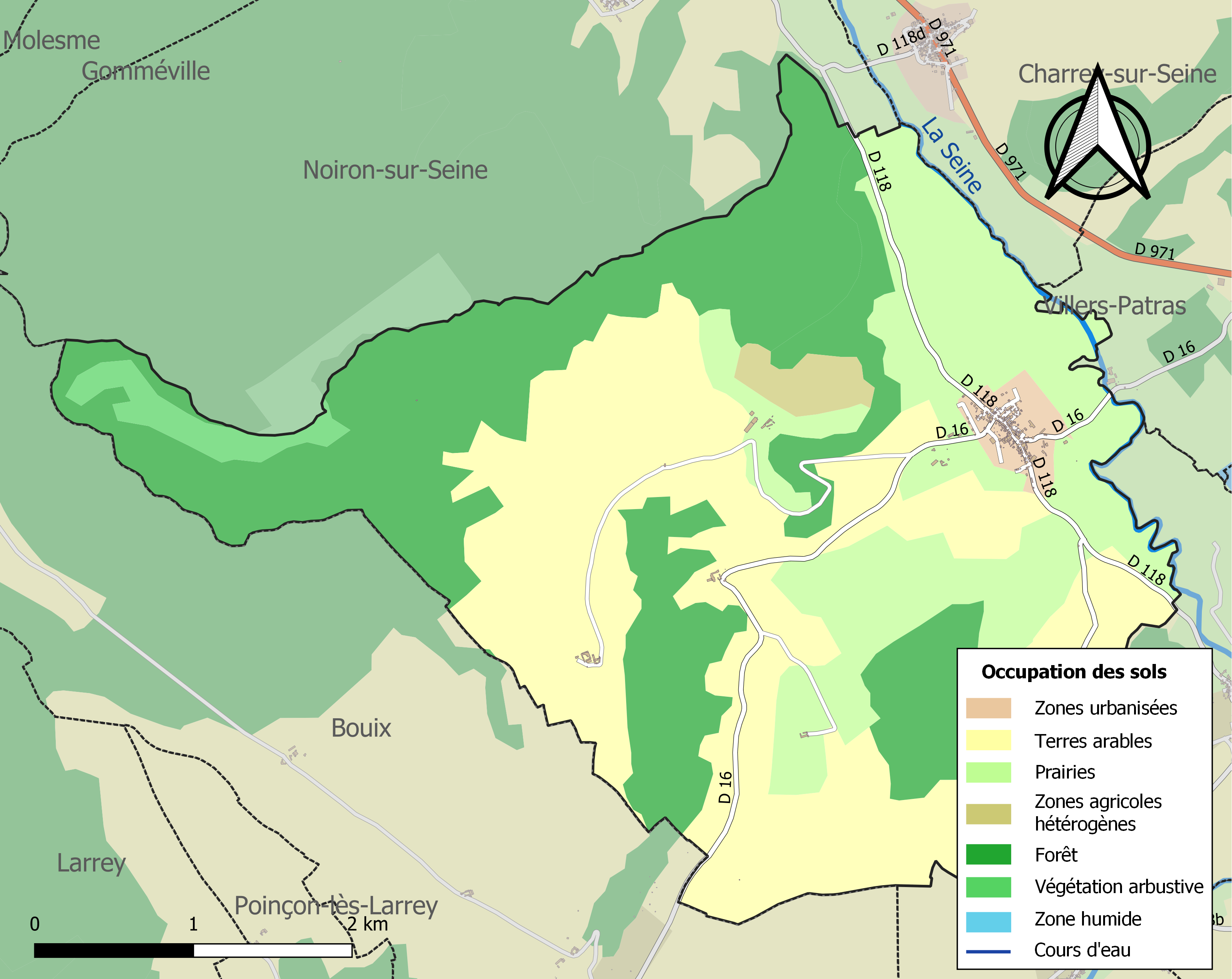
Carte des infrastructures et de l'occupation des sols de la commune en 2018 (CLC).

## Histoire

### Antiquité
À proximité du Mont Lassois le territoire de Pothières est riche en vestiges. Les quatre tumulus fouillés en 1935 au sud-ouest du village dans les bois de Crézilles ont livré des objets de l'âge du bronze et les abords des fermes du Crevant et de la Fontaine des monnaies gallo-romaines.

### Moyen Âge
Le village inclut les vestiges de l'abbaye de Pothières, la plus ancienne abbaye du Châtillonnais, fondée en 863 par Girart de Roussillon et consacrée en 878 par le pape Jean VIII. Rattachée directement à Rome, elle entretient beaucoup de conflits avec les évêques de Langres. Jeanne d'Arc est réputée y avoir fait étape en février 1429, sur la route de Chinon.
En 1213, Milon comte de Bar-sur-Seine (1189-1219) et Hervé comte de Nevers (1199-1222) échangent la terre de Pothières contre celles de Vergigny et de Rebourseaux (de nos jours un petit village sur la commune de Vergigny).

### Époque moderne
Les modes de vie des habitants de Pothières au XVIIIe siècle ont fait l'objet d'une étude historique minutieuse. L'ancienne église est détruite et rebâtie entre 1860 et 1865.
|  |  |  |

La carte de Cassini ci-dessus montre qu'au XVIIIè siècle, Pothières qui s'écrivait Pothière, est une paroisse située sur la rive gauche de la Seine.

Le moulin à eau, représenté par une roue sur un bras de la Seine, appartenait à M. Protte en 1812, comme il est mentionné sur le plan ci-dessus.

L'abbaye de Pothières est représentée; le sigle AB H O B signifie Abbaye d'Hommes de l'Ordre des Bénédictins.

Au sud, la chapelle Saint-Roch est aujourd'hui disparue.

Trois fermes sont représentées au sud, Crevan, Potard, qui existent encore de nos jours, et La Balotière.

A l'ouest, le bois de La Balotière, le Bois de Charme et le Bois de Boullerin sont encore en place actuellement.

### Passé ferroviaire de la commune
|  |  |  |

De 1882 au 2 mars 1969, la commune  a été traversée par la ligne de chemin de fer de Troyes à Gray, qui, venant du nord-ouest de la gare de Mussy-sur-Seine, suivait la rive gauche de la Seine, passait à l'ouest du village, s'arrêtait à la gare de Pothières et se dirigeait ensuite vers la gare de Sainte-Colombe-sur-Seine. 

La gare, dont les bâtiments sont encore présents de nos jours, était située à l'ouest du village, route de Bouix.

L'horaire ci-dessus montre qu'en 1914, 4 trains s'arrêtaient chaque jour  à la gare de Pothières  dans le sens Troyes-Gray et 4 autres dans l'autre sens.

A une époque où le chemin de fer était le moyen de déplacement le plus pratique, cette ligne connaissait un important trafic de passagers et de marchandises. 
	
À partir de 1950, avec l'amélioration des routes et le développement du transport automobile, le trafic ferroviaire a périclité et la ligne a été fermée le 2 mars 1969 au trafic voyageurs puis désaffectée.

## Politique et administration
| Période                                  | Période  | Identité              | Étiquette | Qualité |
| ---------------------------------------- | -------- | --------------------- | --------- | ------- |
| mars 2001                                | 2014     | Colette Maroiller     |           |         |
| mars 2014                                | En cours | Jean-Pierre Schaeffer |           | Artisan |
| Les données manquantes sont à compléter. |          |                       |           |         |

Pothières appartient :
- à l'arrondissement de Montbard,
- au canton de Châtillon-sur-Seine et
- à la communauté de communes du pays châtillonnais

## Démographie
L'évolution du nombre d'habitants est connue à travers les recensements de la population effectués dans la commune depuis 1793. Pour les communes de moins de 10 000 habitants, une enquête de recensement portant sur toute la population est réalisée tous les cinq ans, les populations de référence des années intermédiaires étant quant à elles estimées par interpolation ou extrapolation. Pour la commune, le premier recensement exhaustif entrant dans le cadre du nouveau dispositif a été réalisé en 2007.

En 2022, la commune comptait 193 habitants, en évolution de −8,1 % par rapport à 2016 (Côte-d'Or : +0,82 %, France hors Mayotte : +2,11 %).
| 1793 | 1800 | 1806 | 1821 | 1831 | 1836 | 1841 | 1846 | 1851 |
| ---- | ---- | ---- | ---- | ---- | ---- | ---- | ---- | ---- |
| 479  | 610  | 664  | 645  | 636  | 617  | 590  | 562  | 577  |

| 1856 | 1861 | 1866 | 1872 | 1876 | 1881 | 1886 | 1891 | 1896 |
| ---- | ---- | ---- | ---- | ---- | ---- | ---- | ---- | ---- |
| 492  | 477  | 447  | 461  | 470  | 463  | 425  | 428  | 421  |

| 1901 | 1906 | 1911 | 1921 | 1926 | 1931 | 1936 | 1946 | 1954 |
| ---- | ---- | ---- | ---- | ---- | ---- | ---- | ---- | ---- |
| 372  | 325  | 324  | 273  | 256  | 236  | 228  | 244  | 240  |

| 1962 | 1968 | 1975 | 1982 | 1990 | 1999 | 2006 | 2007 | 2012 |
| ---- | ---- | ---- | ---- | ---- | ---- | ---- | ---- | ---- |
| 219  | 233  | 210  | 212  | 232  | 204  | 193  | 191  | 214  |

| 2017 | 2022 | - | - | - | - | - | - | - |
| ---- | ---- | - | - | - | - | - | - | - |
| 207  | 193  | - | - | - | - | - | - | - |

## Lieux et monuments
- L'église Saint-Georges[21] conserve du mobilier de l'église abbatiale détruite au début du XIXe siècle : les fonts baptismaux, des dalles funéraires, plusieurs statues dont un saint Roch en pierre polychrome du XVIIe siècle et un tableau du XVIIIe siècle représentant l'Adoration des mages  Classé MH depuis 1964[22].
- l'abbaye
- le monument commémorant le passage de Jeanne d'Arc
- un moulin à eau sur la Seine

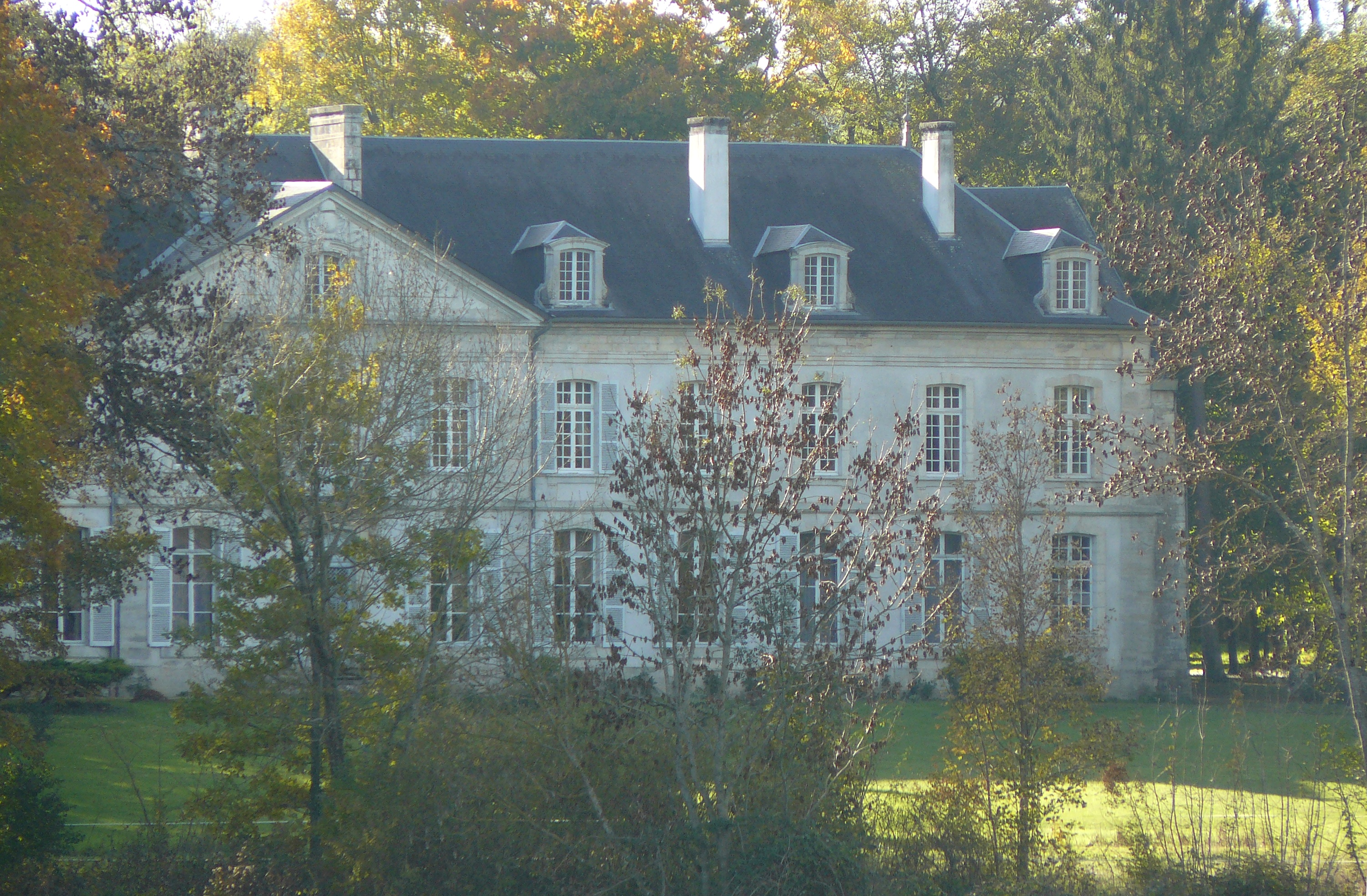
L'abbaye
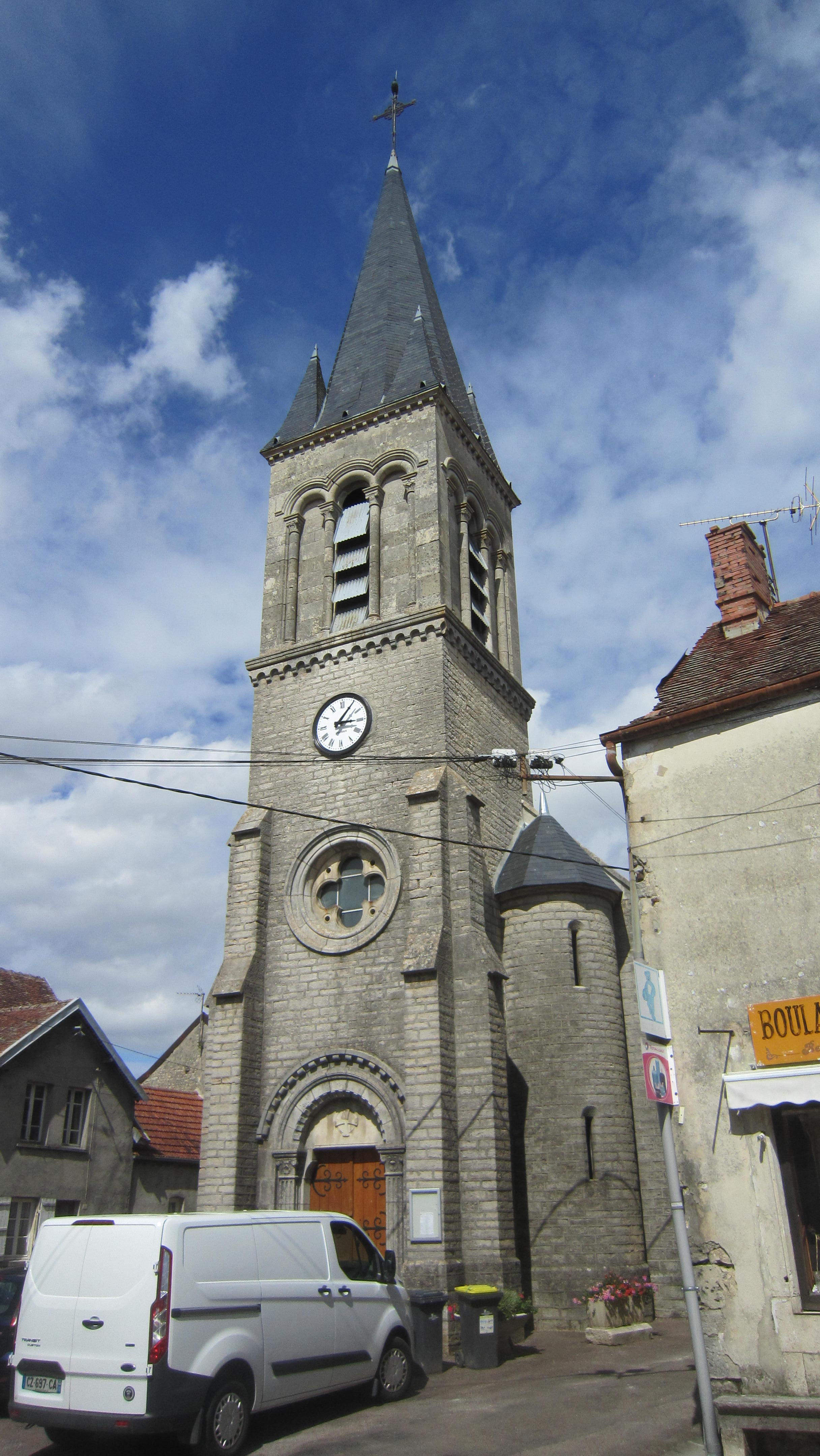
L'église
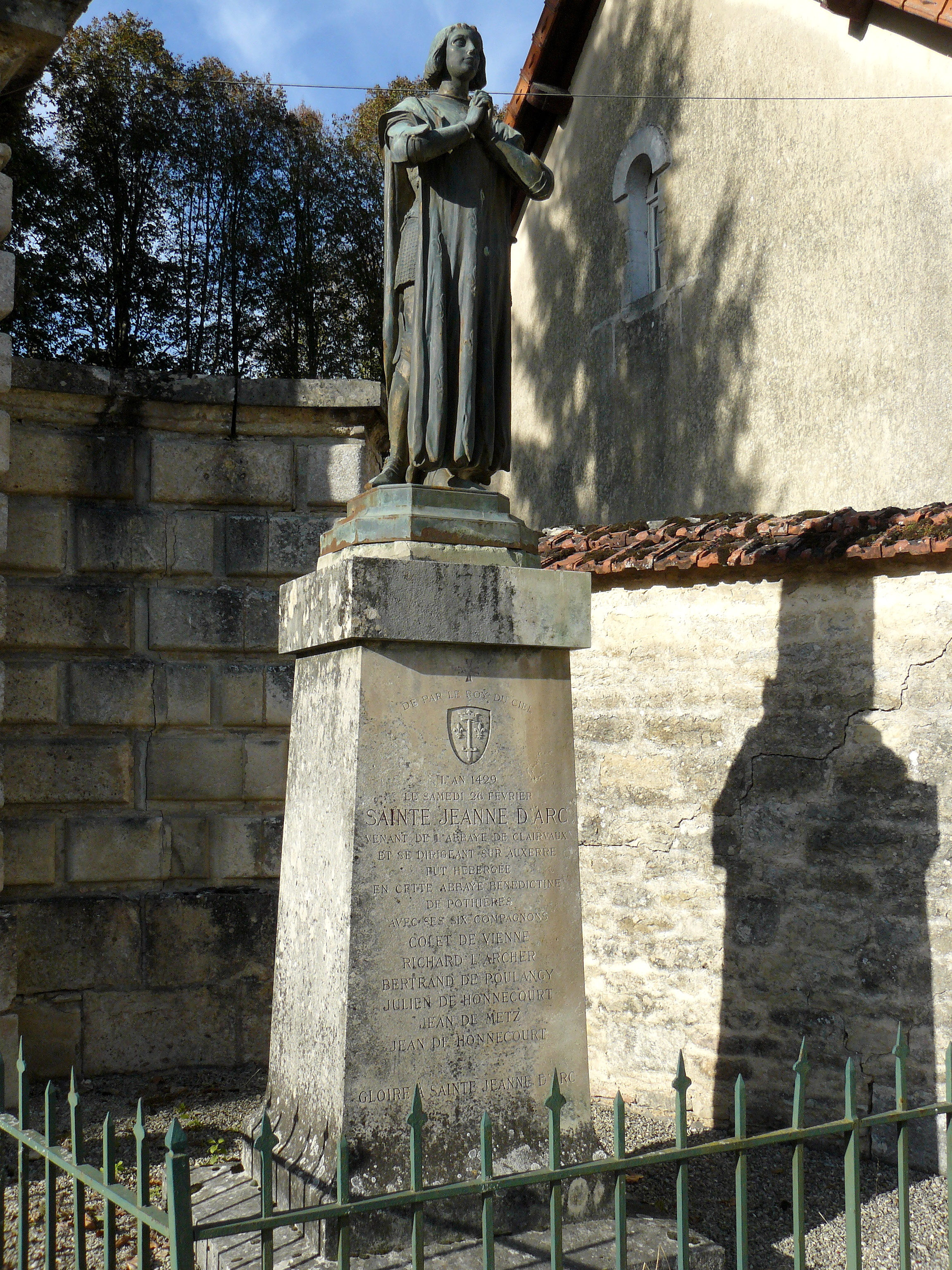
Monument à Jeanne d'Arc.
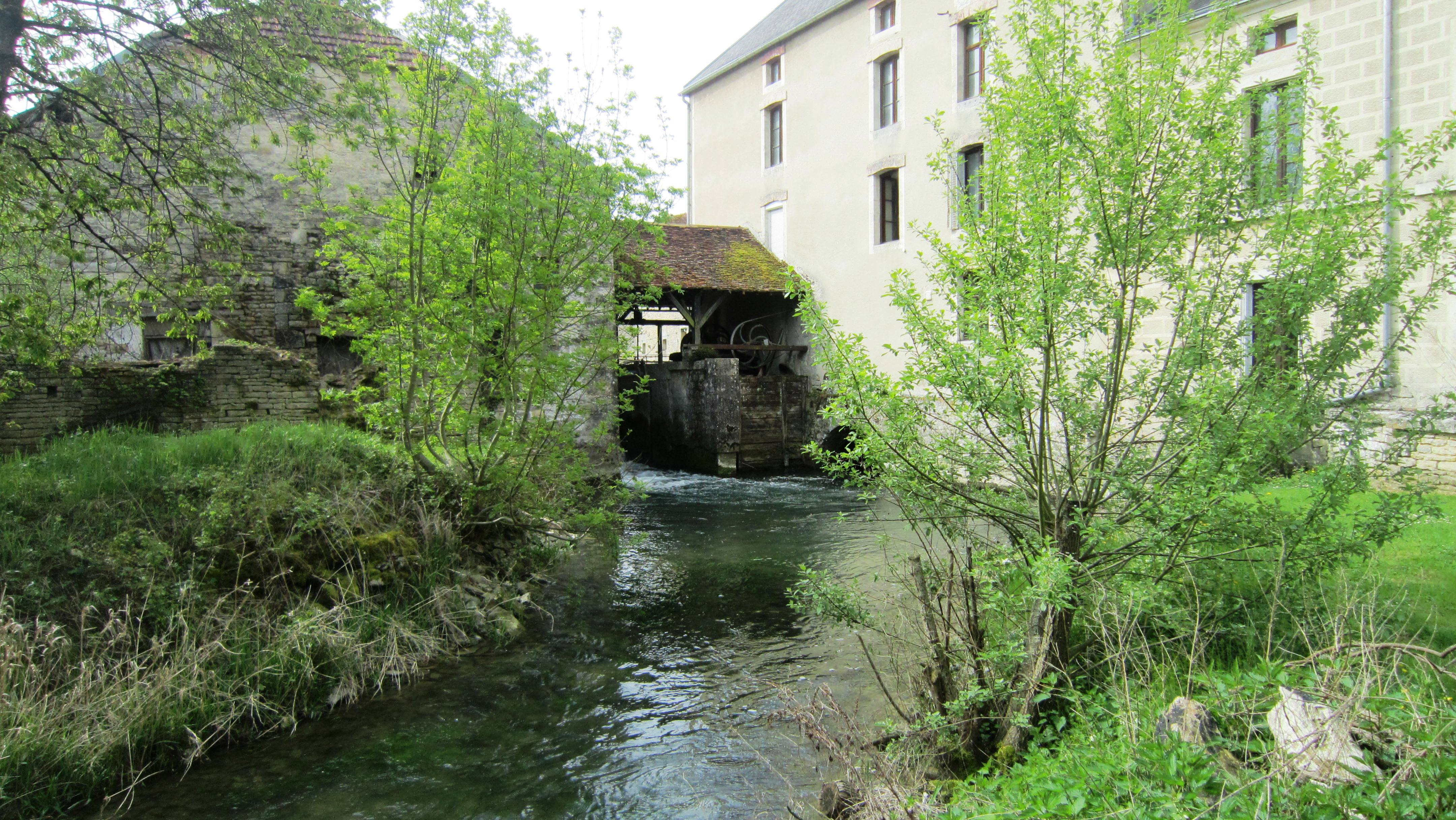
Le moulin

.

## Personnalités liées à la commune
- Girart de Roussillon
- Louis Suquet (1873-1959), ingénieur et administrateur, décédé dans la commune.

## Héraldique
| Blason de Pothières | Blason  | De sinople à deux clés d'argent posées en sautoir, à la crosse contournée d'or brochante. |
| Blason de Pothières | Détails | Le statut officiel du blason reste à déterminer.                                          |